# 古賀謙一
古賀 謙一（こが けんいち、1969年2月13日 - ）は、日本の演出家。長崎県佐世保市出身。

## 来歴・人物
1987年、佐世保市の西海学園高等学校卒業後、福岡市で2年間フリーター生活（キャバレー・バーテンダーなど）。
1990年、20歳で憧れのビートたけしの番組「天才・たけしの元気が出るテレビ!!」を制作していたIVSテレビ制作にアルバイト契約として入社。番組終了までAD〜ディレクターとして担当。
1996年、同番組終了後、26歳でフリーとして活動を始める。

## 主な担当番組

### 現在
- ポツンと一軒家(ABC朝日放送）演出 2018年〜
- 大改造!!劇的ビフォーアフター(ABC朝日放送）演出 2002年〜
- ドラマ「キキミミメシ」(テレビ西日本)企画演出 2022年〜
- ファミリー武勇伝(テレビ大阪）企画演出 2023年〜
- コラボの泉(テレビ大阪）企画演出 2021年〜
- 新春!ニッポンふるさとリレー(NHK)演出 2011年〜

### 過去
日本テレビ
- 天才・たけしの元気が出るテレビ!!（AD〜ディレクター1990年〜1996年）
- 鉄腕DASH(ディレクター  2000年)
- モンキーパーティ(企画演出1996年)
- 24時間テレビ「高校生ダンス甲子園」(演出 2006年〜2008年)

TBS
- フードファイトクラブ(ディレクター2001年)
- 特ネタ!ニッポン宝島(演出 2001年）

テレビ朝日
- カイカン雛スポ(演出1996年)
- 雛かっぱー(企画演出1997年〜1999年)
- テレビ史上初の祭典！全国高校生文化祭グランプリ！6時間生放送(企画演出1998年)
- OUT OF ORDER(演出 2003年)
- 勉強してきましたクイズ ガリベン(2007年  演出)
- 法案ファイトクラブ(スタジオ演出2007年)
- THE SAME NAME GEME(演出 2019年)

フジテレビ
- 胸さわぎの土曜日(演出　2001年)
- 嵐のGRA(演出　2007年〜2008年)
- 前代未聞バトル超次元能力者VS仕事人(演出　2022年)

テレビ東京
- YAZAWA魂（企画演出 2002年）

テレビ大阪
- 最新さんいらっしゃい(演出  2020年)

ABC朝日放送
- 笑いの金メダル(演出　2004年〜2007年)
- 明石家さんまの芸能界ワイドショー家族NO1決定戦(演出2011年〜2013年)
- 明石家さんまのコンプレッくすっ杯(演出  2013年〜2018年)
- 明石家さんまの”じもキャラ”グランプリ(企画演出  2020年)
- 一刻千金〜1分間のパニックコロシアム〜(企画演出 2013年)
- 所ジョージの合格！日本語ボーダーライン(企画演出  2005年/2006年)
- 所ジョージの新常識ボーダーライン(企画演出 2006年)
- 羽鳥慎一！ニュース国民ボーダーライン(演出  2016年)
- 大人のしがらみ劇場 絶体絶命アンサー(企画演出  2016年/2017年)
- スパルタはダメ！取扱注意 ぬるま湯くん(演出2018年)

毎日放送
- ジパング大決戦(演出  1998年〜1999年)
- チャンスの殿堂(演出  1999年)
- ビッグ・ウェンズデー(演出　1999年〜2000年)

テレビ西日本
- ファミリーステージ(企画演出 2023年）

名古屋テレビ
- アニメる!?(演出 2007年)

BS朝日
- 春風亭昇太の少年時代工房(企画演出  2019年)
- 春風亭昇太の大人の秘密基地(企画演出  2020年)

Eテレ
- TEMPURA KIDZ ダンダンダンス！(演出 2014年)

## その他

### イベント
- 山口県長門市町おこしイベント「双龍一会」ライトアップ(2021年)
- 大分県別府市イベント「BEPPU EGG CITY〜ファーストフェス〜」(2023年)